# 第二代哥本哈根市郊铁路列车
第二代哥本哈根市郊铁路列车（丹麦语：2. generations S-tog）是丹麦国家铁路下属的哥本哈根市郊铁路所使用的一型通勤型电力动车组，为哥本哈根市郊铁路的第二代车辆，采用动力分散式设计。1967年3月15日投入使用，2007年2月3日全部退役。
“第二代哥本哈根市郊铁路列车”由弗里奇公司与斯堪的亚公司于1967年至1978年间联合制造。其中，弗里奇公司负责制造动力车，斯堪的亚公司负责制造拖车。哥本哈根市郊铁路列车于本代开始采用红色涂装，并沿用至今。2007年1月7日时，仅有几列准备用作博物馆藏品的本代列车还在运营。2007年2月3日，官方举办退役典礼并进行最后一次运营。其中一列退役后由丹麦铁路社团收藏，并曾在相关纪念活动中重新上线开行。

## 编组
“第二代哥本哈根市郊铁路列车”共拥有3种编组：
- 两节编组（1动1拖）：包含1节一等座车（动力车，后改为二等座车）、1节二等座车（拖车）。

- 两节编组（1动1拖）：由两节二等座车组成。

- 四节编组（2动2拖）：包含1节有动力头车、1节中间拖车、1节中间动力车、1节无动力头车。

## 技术参数
| 类型         | 通勤型电力动车组                                            |
| 编组         | 两节编组（1动1拖） 四节编组（2动2拖）                       |
| 车体材质     | 钢                                                          |
| 全列长度     | 40.54米（两节编组版本） 81.22米（四节编组版本）             |
| 车厢长度     | 20.27米或20.34米（视不同车厢）                              |
| 宽度         | 3.02米                                                      |
| 最高运营速度 | 100千米/小时                                                |
| 发动机       | 4台直流电动机（两节编组版本） 8台直流电动机（四节编组版本） |
| 牵引功率     | 4 x 147千瓦（两节编组版本） 8 x 147千瓦（四节编组版本）     |
| 供电制式     | 直流 1650伏 架空电缆供电                                    |
| 轨距         | 1435毫米（标准轨）                                          |
| 加速度       | 0.72米/秒2                                                  |